# Jukwerd
Jukwerd est un hameau de la commune néerlandaise d'Appingedam, situé dans la province de Groningue.